# دستگاه ایمنی تطبیقی
دستگاه ایمنی سازگاری یا دستگاه ایمنی تطبیقی (به انگلیسی: Adaptive immune system) بخش مهمی از سیستم ایمنی مهره‌داران است. دستگاه ایمنی، بخشی از بدن است که وظیفهٔ شناسایی سلول‌ها و مولکول‌های خودی را از بیگانه و از بین بردن یا بی‌خطر کردن آن‌ها را برعهده دارد. این سامانه دارای هر دو جزء ایمنی سلولی و ایمنی هومورال است.

## مکانیسم دفاعی
بدن با دو روش دفاع غیر اختصاصی و دستگاه ایمنی تطبیقی (دفاع اختصاصی) عوامل بیماری‌زا و بیگانه را از بین می‌برد و مانع بروز بیماری می‌شود. مهم‌ترین ویژگی دستگاه ایمنی تطبیقی (برخلاف دستگاه ایمنی ذاتی) پاسخ اختصاصی به پادگن و ایجاد حافظه ایمنی‌شناختی، پس از رویارویی است لذا در واکسیناسیون این سیستم فعال می‌شود.
| دستگاه ایمنی ذاتی               | دستگاه ایمنی تطبیقی                     |
| ------------------------------- | --------------------------------------- |
| پاسخ غیراختصاصی                 | پاسخ اختصاصی به عامل بیماری‌زا و آنتی‌ژن  |
| فوراً تماس سبب حداکثر پاسخ می‌شود | وجود تأخیر بین تماس و حداکثر پاسخ       |
| دارای اجزای ایمنی سلولی         | دارای اجزای ایمنی سلولی و ایمنی هومورال |
| بدون حافظه ایمونولوژیک          | ایجاد حافظه ایمونولوژیک پس از رویارویی  |
| در تمام جانداران                | فقط در مهره‌داران                        |